# Gaston-Auguste Schweitzer
Pour les articles homonymes, voir Schweitzer.
Gaston-Auguste Schweitzer, né le 1er septembre 1879 à Montreuil-sous-Bois et mort à Paris le 15 juillet 1962, est un sculpteur français.

## Biographie
Gaston-Auguste Schweitzer naît le 1er septembre 1879 d'un père marchand de salaison et originaire de l'Alsace. Il a étudié à l'École des Beaux-Arts de Paris sous la direction d'Alexandre Falguière, Antonin Mercié, Paul Auban et Victor Peter. Il a commencé à exposer au Salon des artistes français en 1903. En 1908, il a reçu une médaille au salon pour son travail sur la sculpture intitulée L'Aveugle. Il a donné cette sculpture à Pontivy et elle se trouve sur la place Langlais.
Appelé sous les drapeaux pendant la guerre de 1914-1918, il a eu des problèmes de poumon et a été posté à Pontivy pour récupérer. Il a alors développé une affection pour la commune et a passé une grande partie de sa vie par la suite entre les studios de Paris et Pontivy. Il a été chargé de travailler sur plusieurs monuments aux morts dans la région de Pontivy, à savoir ceux à Bubry, Pontivy, Noyal-Pontivy, Guémené-sur-Scorff, Silfiac, Naizin, Cléguérec and Priziac. Il a également travaillé sur le monument dédié au peintre Léon Lhermitte à Mont-Saint-Père dans l'Aisne.
Il meurt le 15 juillet 1962 au sein de l'Hôpital Tenon dans le 20e arrondissement de Paris et est inhumé au Cimetière du Père-Lachaise (82e division).

## Œuvres
- Monument dédié à Fernand de Langle de Cary. Ce monument dédié au général Fernand de Langle de Cary a été érigé en 1938 à Pont-Scorff. Schweitzer a exécuté un médaillon représentant Langle de Cary sur le monumen[4],[5].
- L'Aveugle. Ce bronze emblématique de Schweitzer, une étude d'un homme aveugle tentant de faire son chemin, il est visible au Jardin de la Roseraie, rue d'Iéna, à Pontivy[4].
- Décoration d'un poste de police à Paris. En 1908, Schweitzer a été chargé de fournir une décoration avec une sculpture pour le bâtiment de la police situé au 66 rue des Orteaux dans le XXe arrondissement de Paris. Il a réalisé la sculpture représentant les armoiries de Paris avec le texte Ville de Paris inscrite sous elles[4].

Bâtiment de la police situé au 66, rue des Orteaux dans le 20e arrondissement de Paris
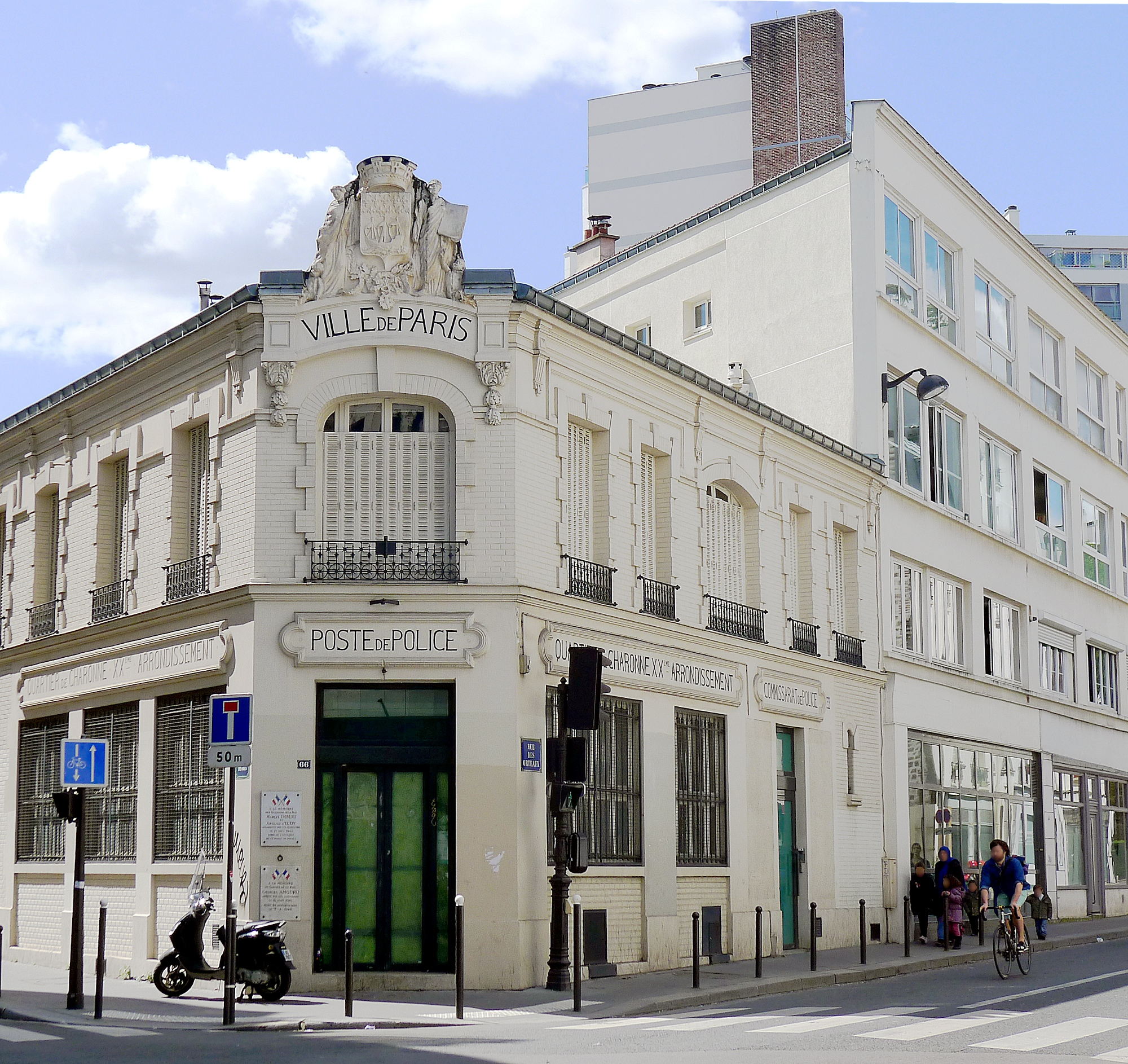
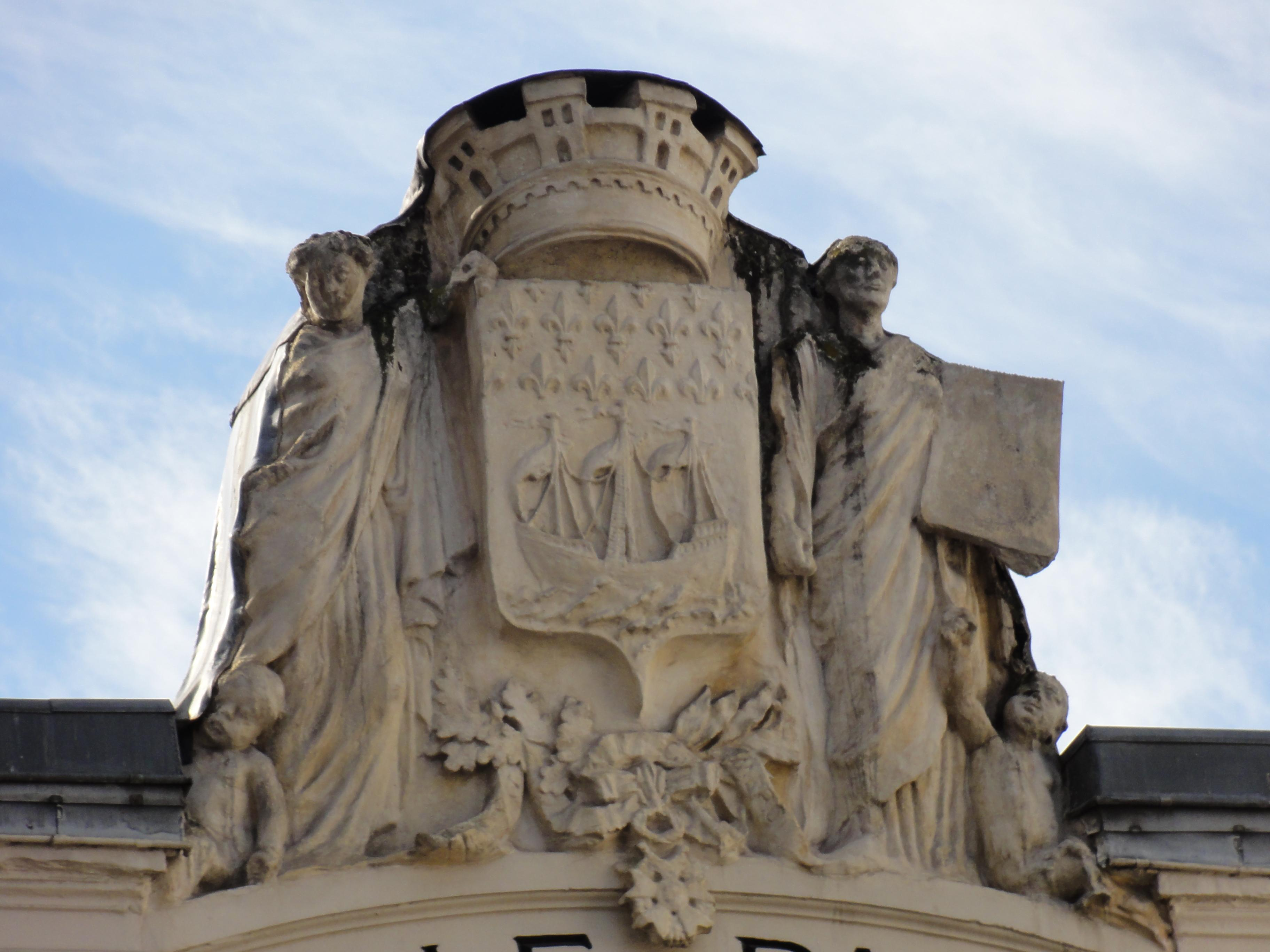
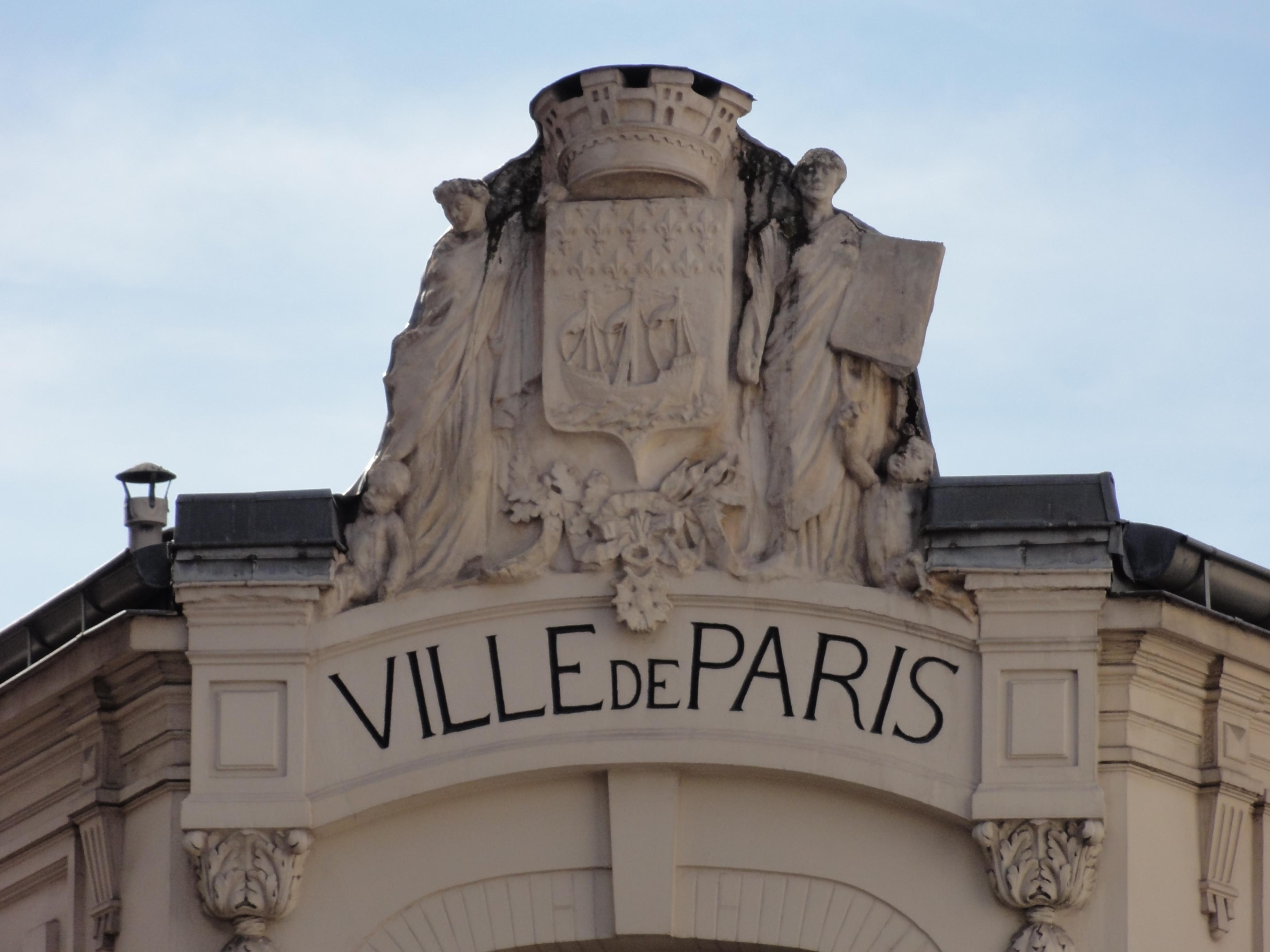
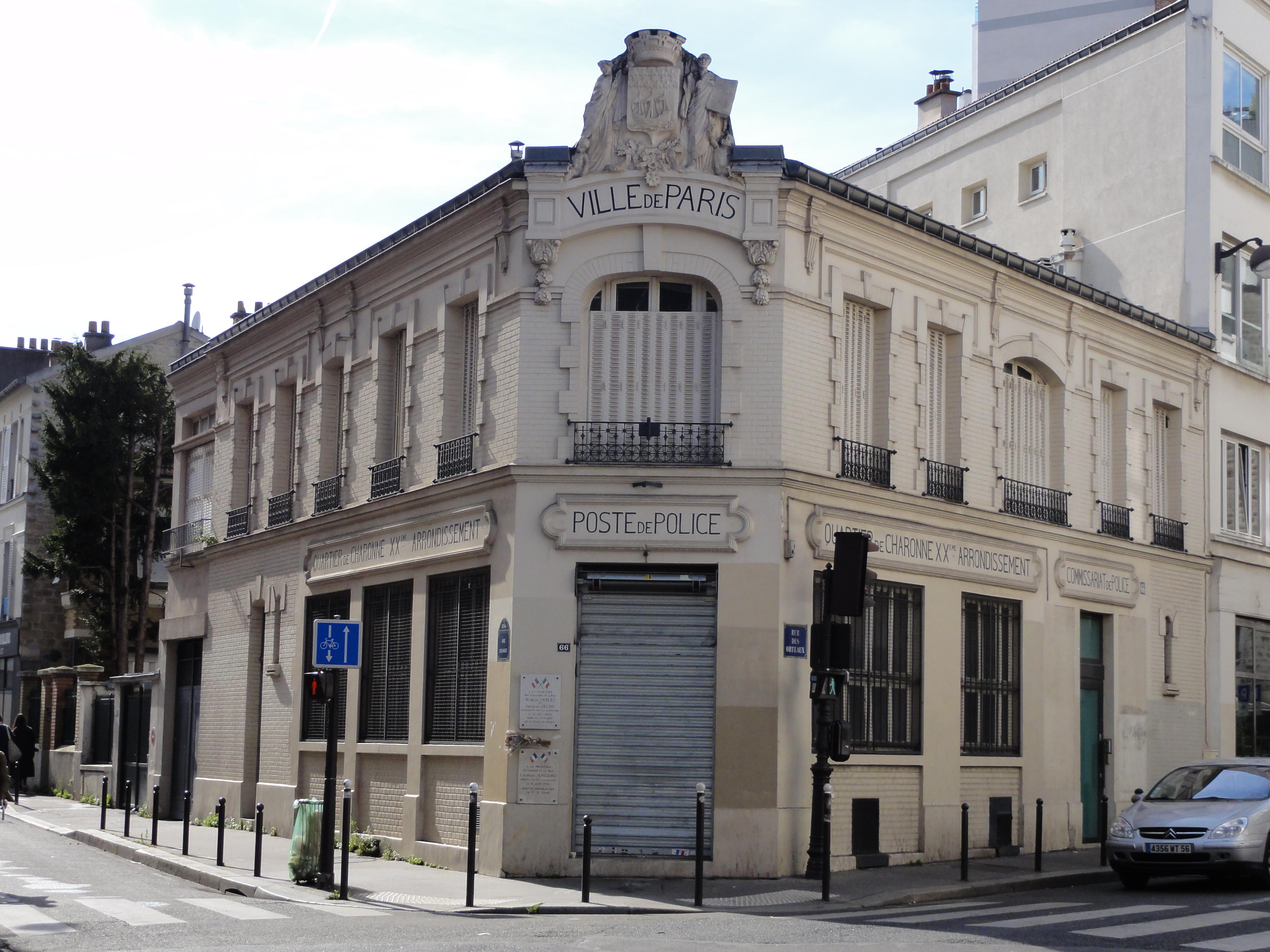

- L'Adieu. La première vente d'une pièce individuelle de Schweitzer. Ce groupe de pièces en plâtre a été acheté par le ministère des Beaux-Arts pour la somme de 3 000 francs[4].
- Le porteur des Halles. Ce travail a été exposé au Salon des Artistes français en 1913, il est le précurseur de la future production prolifique d'études de personnes sur les marchés français (Halles) de Schweitzer[4]
- Figurines en plâtre. Entre 1912 et 1962, Schweitzer a créé de nombreuses petites œuvres en plâtre représentant les différentes personnes que l'on pouvait voir sur le grand marché français des Halles de Paris. On les appelait le « petit peuple des Halles »[6],[7],[8].

- Monuments aux morts :
  - Monument aux morts de Bubry. Pour ce monument, Schweitzer a créé un relief en bronze représentant un groupe de soldats et un marin en action. Au sommet se trouve un coq gaulois perché sur un casque allemand. À Bubry se trouve une statue en mémoire de Franchet d'Espèrey créée par Schweitzer[9],[10].
  - Monument aux morts de La Chapelle-Neuve (Morbihan). Ce monument date de 1923[11].
  - Monument aux morts de Cléguérec. Ce monument a un bronze de Gaston-Auguste Schweitzer représentant un soldat lançant une grenade[12],[13].
  - Monument aux morts de Noyal-Pontivy. Pour ce monument, Schweitzer représente un soldat.

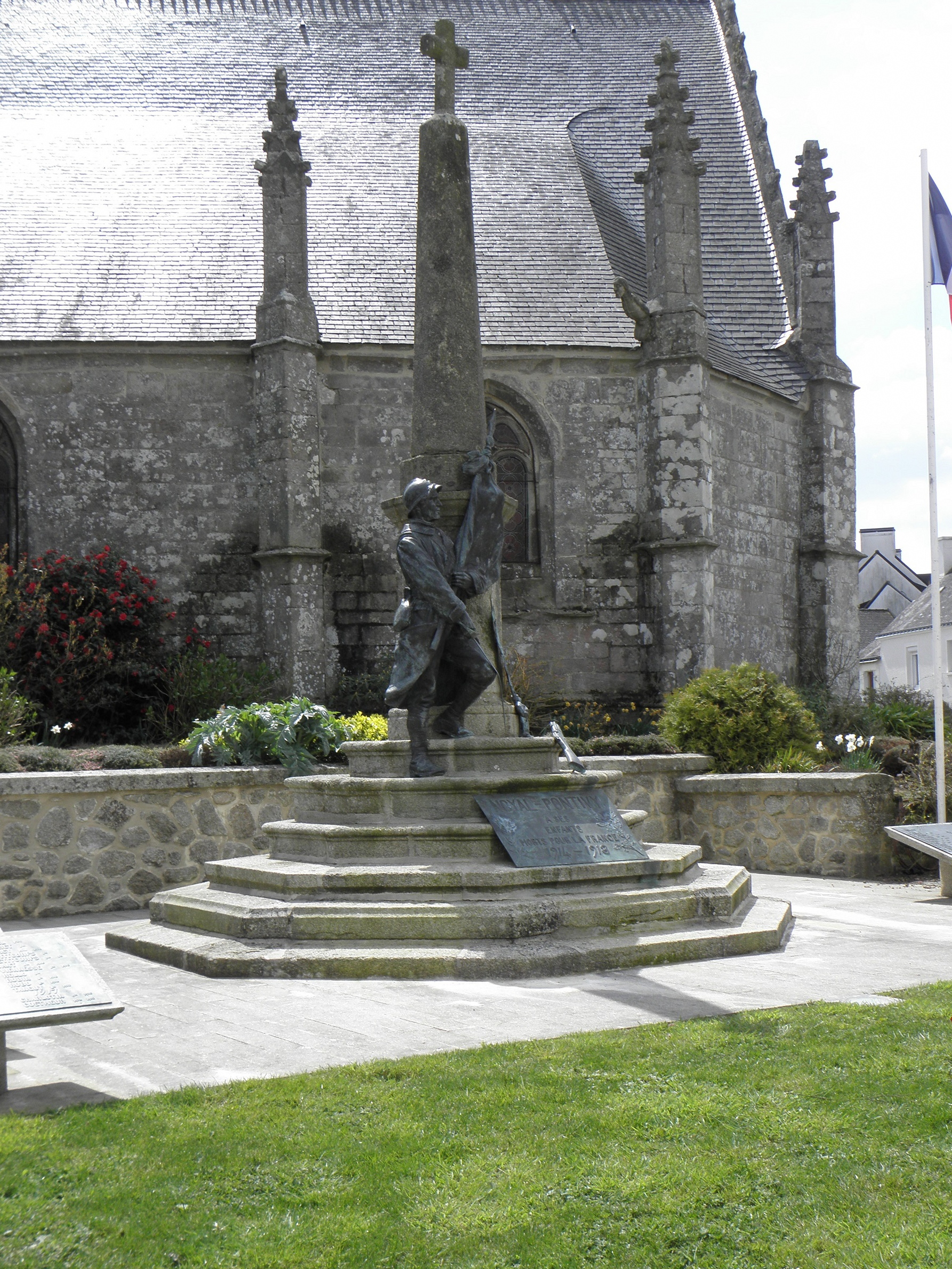
Monuments aux morts de Noyal-Pontivy.

- - Monument aux morts de Pontivy. Ce monument, de la rue Jean Moulin, date de 1919-1922 et Schweitzer exécuta trois bas-reliefs en bronze qui sont attachés au piédestal de granit. Les noms de 547 hommes de Pontivy, tous tués dans les deux guerres mondiales et les conflits en Algérie et en Indochine, sont énumérés sur deux panneaux avec un bas-relief sous chaque panneau représentant le corps d'un soldat mort, ceux-ci sont placés de chaque côté d'un bas-relief central qui représente une femme dans une profonde prière[14],[15].
  - Monument aux morts de Priziac. Pour ce monument, la sculpture de Schweitzer représente une femme tenant un soldat blessé[16],[17].

Monument aux morts de Priziac
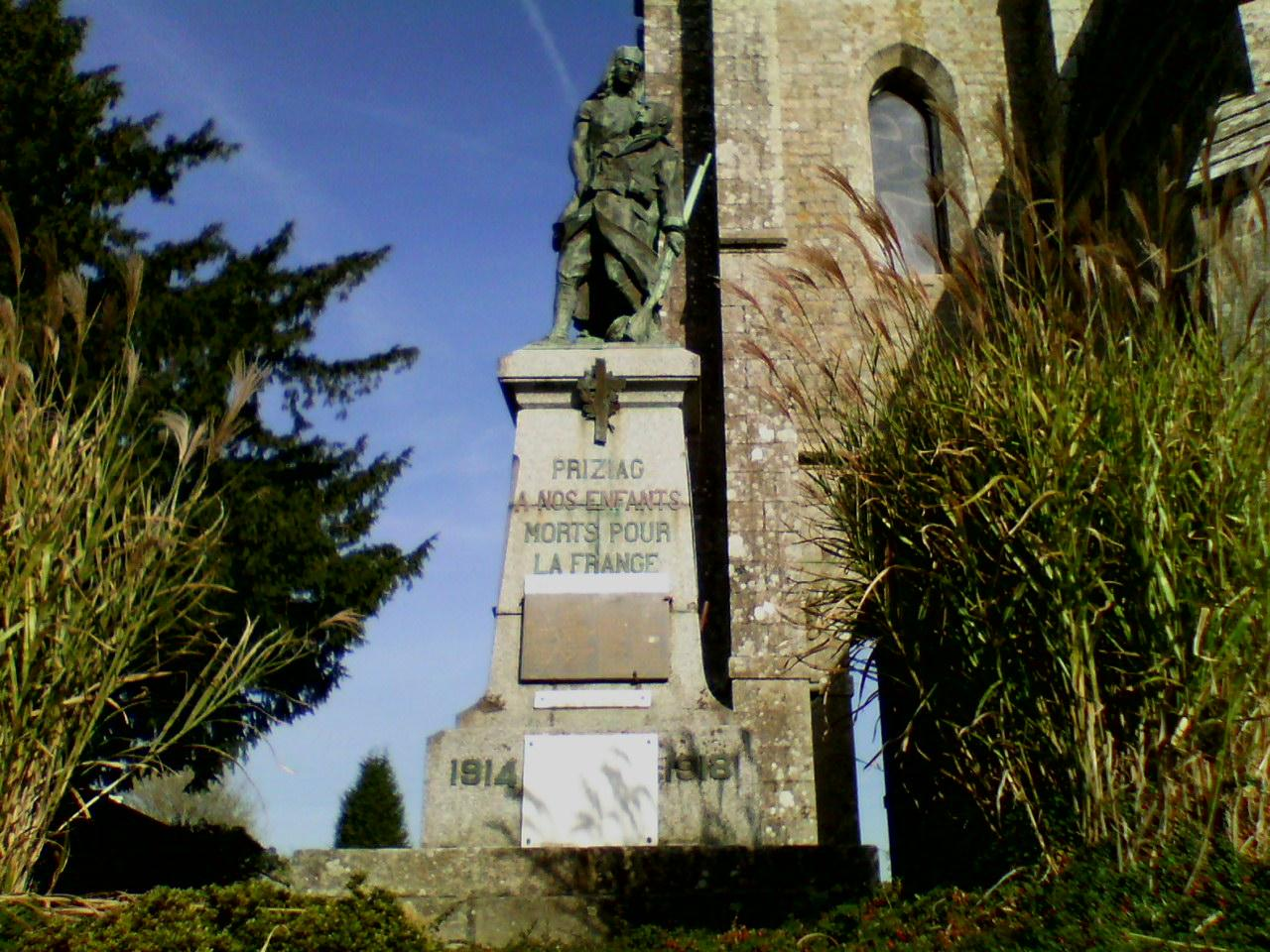
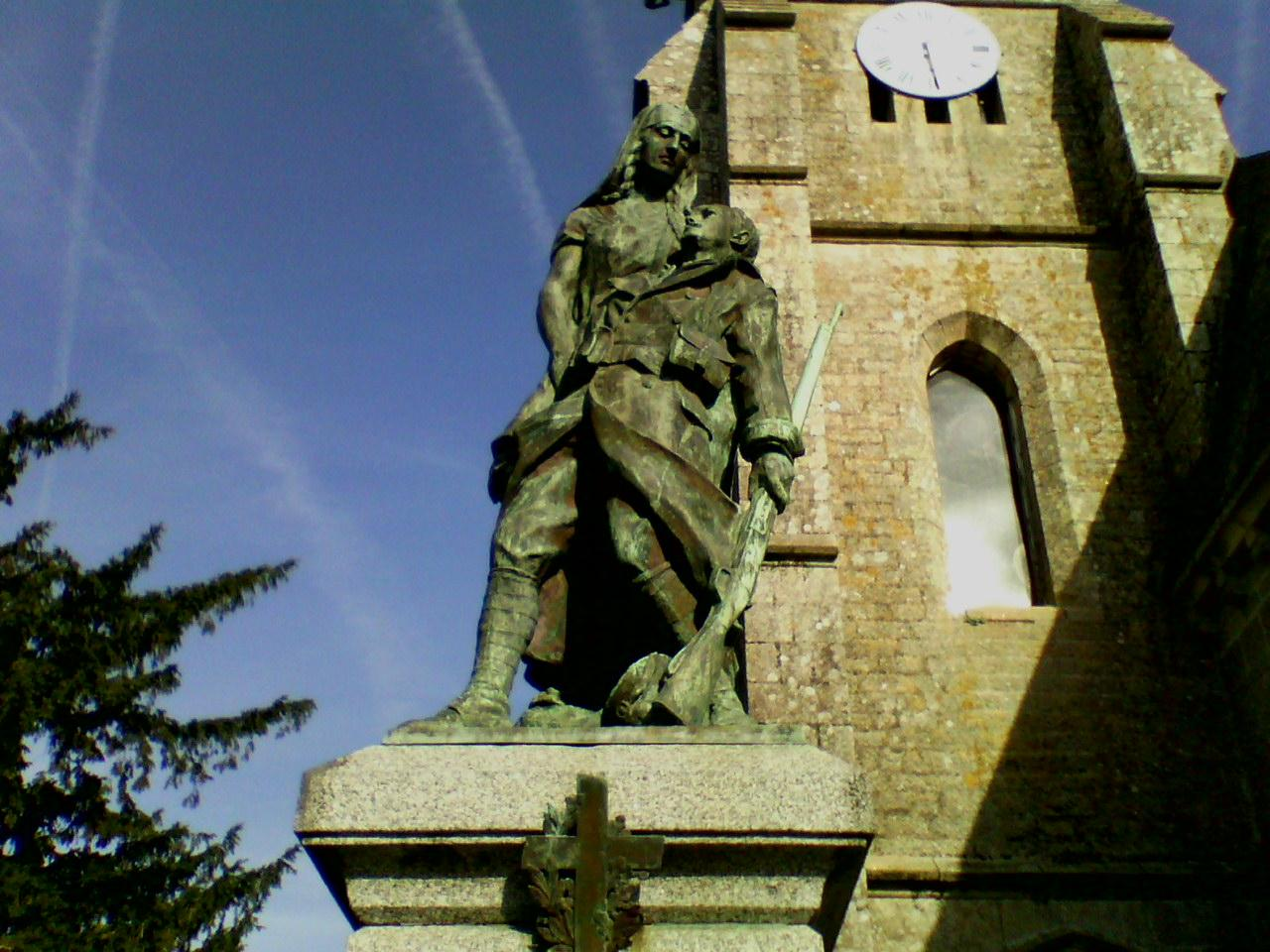
Côté face.
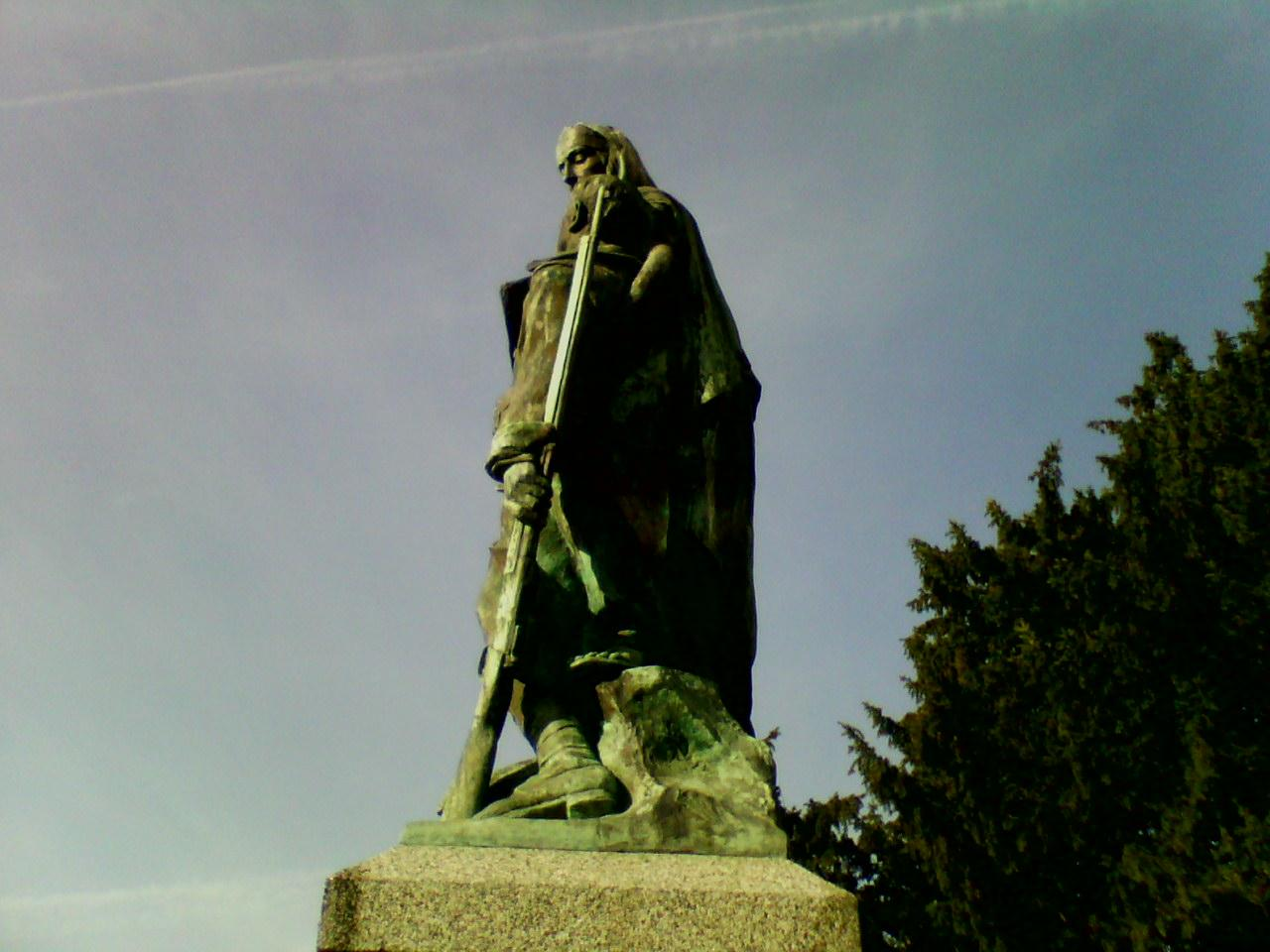
Côté droit.
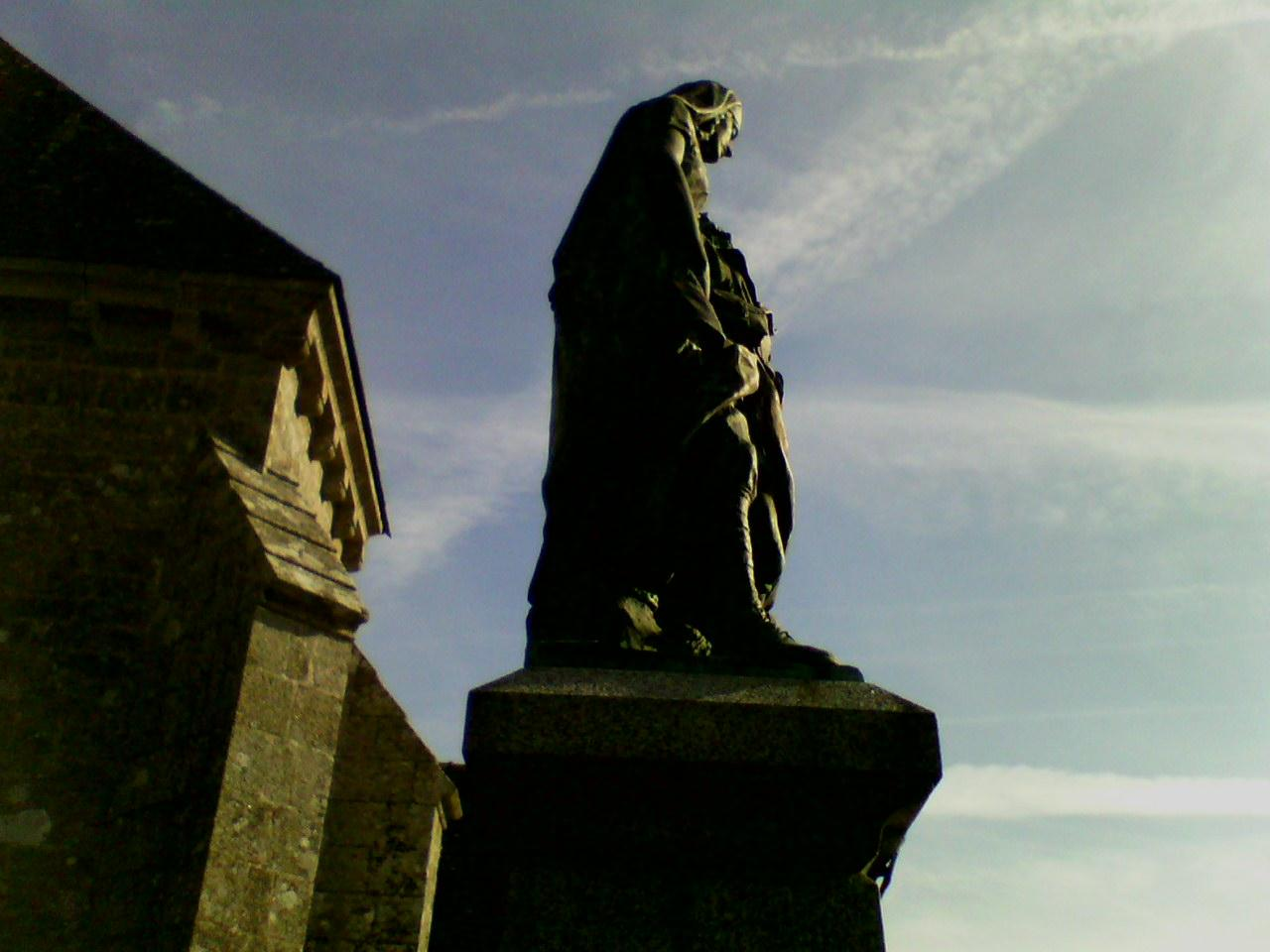
Côté gauche.